# Caroline Lalive
Caroline Lalive (Truckee, 10 agosto 1979) è un'ex sciatrice alpina statunitense.

## Biografia

### Stagioni 1995-1998
Sciatrice polivalente originaria di Steamboat Springs, Caroline Lalive esordì il 18 agosto 1994 a Coronet Peak, in Nuova Zelanda, disputando uno slalom gigante valido come gara FIS e piazzandosi 9ª. Il 20 novembre dello stesso anno debuttò in Nor-Am Cup in occasione dello slalom speciale di Winter Park, che non portò a termine. Il suo primo podio nel circuito continentale nordamericano fu il 3º posto ottenuto nel supergigante di Crested Butte del 12 febbraio 1996.
Il 21 novembre 1996 partecipò alla sua prima gara di Coppa del Mondo sulle nevi statunitensi di Park City, uno slalom gigante, non riuscendo a concludere la prima manche. Poco più tardi debuttò in Coppa Europa, ma anche nello slalom gigante di Sankt Sebastian del 12 dicembre non terminò la prima manche.

### Stagioni 1999-2002
Il 28 gennaio 1998 colse a Falcade in slalom gigante la sua unica vittoria, nonché primo podio, in Coppa Europa; in seguito venne convocata per i XVIII Giochi olimpici invernali di Nagano 1998, in Giappone, dove giunse 7ª nella combinata e non concluse lo slalom gigante. Ai Mondiali di Vail/Beaver Creek 1999, sua prima presenza iridata, fu 28ª nel supergigante e non completò slalom gigante e slalom speciale; ai successivi Mondiali juniores di Pra Loup 1999 vinse la medaglia d'oro nella combinata.
Il 12 febbraio 2000 salì per prima volta sul podio in Coppa del Mondo con il 2º posto nello slalom gigante disputato a Santa Caterina Valfurva, in Italia, alle spalle della fuoriclasse austriaca Renate Götschl. Sia ai Mondiali di Sankt Anton am Arlberg 2001, sia ai XIX Giochi olimpici invernali di Salt Lake City 2002 non completò nessuna delle gare cui si era iscritta (la discesa libera, il supergigante e lo slalom speciale ai Mondiali, la discesa libera, il supergigante e la combinata alle Olimpiadi). Il 23 marzo 2002 ottenne invece a Nakiska in slalom gigante la sua unica vittoria in Nor-Am Cup.

### Stagioni 2003-2009
Fu al cancelletto di partenza anche ai Mondiali del 2003 disputati a Sankt Moritz, dove si piazzò 30ª nella discesa libera, 27ª nello slalom gigante, 13ª nella combinata e non completando il supergigante. Nella stagione successiva, il 27 febbraio 2004, ottenne a Sankt Sebastian il suo secondo e ultimo podio in Coppa Europa (3ª). Ai Mondiali di Bormio/Santa Caterina Valfurva 2005, sua ultima presenza iridata, fu 12ª nel supergigante e non completò discesa libera e combinata; il 1º aprile successivo a Mammoth Mountain salì per l'ultima volta sul podio in Nor-Am Cup (2ª in discesa libera).
In Coppa del Mondo il suo ultimo podio fu il 2º posto nella discesa libera di Val-d'Isère del 17 dicembre 2005 e l'ultima gara il supergigante di Garmisch-Partenkirchen del 1º febbraio 2009, con la quale si congedò dalla competizioni. Annunciò il suo ritiro dall'attività agonistica nell'agosto 2009, appena dopo aver compiuto trent'anni; la sua carriera fu caratterizzata da una serie di infortuni, diciannove in tutto, che la costrinsero a operarsi dodici volte alle ginocchia.

## Palmarès

### Mondiali juniores
- 1 medaglia:
  - 1 oro (combinata a Pra Loup 1999)

### Coppa del Mondo
- Miglior piazzamento in classifica generale: 21ª nel 2002
- 5 podi (2 in discesa libera, 1 in supergigante, 2 in combinata):
  - 4 secondi posti
  - 1 terzo posto

### Coppa Europa
- Miglior piazzamento in classifica generale: 93ª nel 2004
- 2 podi:
  - 1 vittoria
  - 1 terzo posto

#### Coppa Europa - vittorie
| Data            | Località | Paese  | Specialità |
| --------------- | -------- | ------ | ---------- |
| 28 gennaio 1998 | Falcade  | Italia | GS         |

Legenda:

GS = slalom gigante

### Nor-Am Cup
- Miglior piazzamento in classifica generale: 20ª nel 2004
- 8 podi:
  - 1 vittoria
  - 3 secondi posti
  - 4 terzi posti

#### Nor-Am Cup - vittorie
| Data          | Località | Paese  | Specialità |
| ------------- | -------- | ------ | ---------- |
| 23 marzo 2002 | Nakiska  | Canada | GS         |

Legenda:

GS = slalom gigante

### Campionati statunitensi
- 13 medaglie[1]:
  - 4 ori (slalom speciale, combinata[2] nel 2000; supergigante, combinata[2] nel 2002)
  - 4 argenti (discesa libera nel 1999; slalom gigante, slalom speciale nel 2002; discesa libera nel 2005)
  - 5 bronzi (slalom gigante nel 1998; slalom gigante, slalom speciale nel 1999; discesa libera, supergigante nel 2000)

### Campionati statunitensi juniores
- 2 ori (supergigante, slalom gigante nel 1996)[senza fonte]